# Gnamptogenys hartmani
Gnamptogenys hartmani é uma espécie de formiga do gênero Gnamptogenys.